# La cambiale di matrimonio

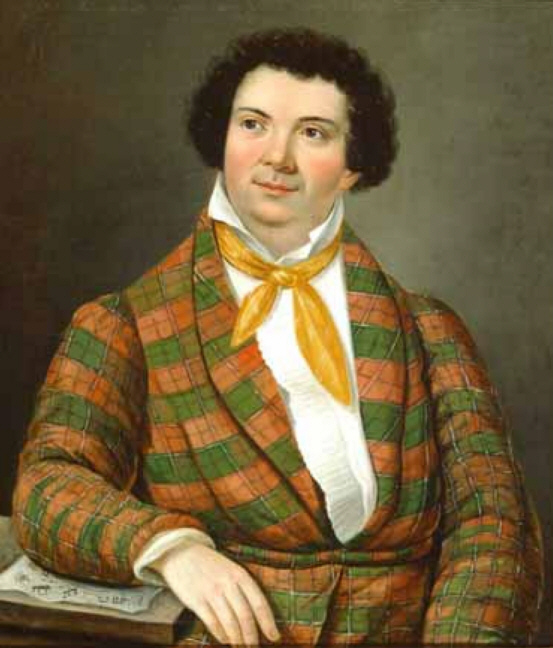
Portrait anonyme de Gioachino Rossini.

La cambiale di matrimonio (Le contrat de mariage) est un opéra-bouffe en un acte de Gioachino Rossini, sur un livret de Gaetano Rossi.
La cambiale di matrimonio fut le premier opéra du jeune Rossini, créé à Venise le 3 novembre 1810dans le théâtre San Moisè lorsqu'il avait à peine 18 ans. L'opéra connut un succès à l'époque, mais est ensuite tombé dans l'oubli après les réussites des chefs-d'œuvre du compositeur.
Une meilleure appréciation de cette œuvre implique une certaine connaissance des principaux compositeurs italiens du début du XIXe siècle. On trouvera des citations musicales à travers la cambiale di matrimonio qui font allusion à des compositeurs comme Anfossi, Paisiello, Zingarelli, Mayr et Nicolini. Cela est dû au fait que Rossini, pendant ses années de formation à Bologne, faisait partie de l'équipe du théâtre de Bologne où il a découvert le répertoire d'opéras en vogue. 

## Personnages
- Tobia Mill, un commerçant
- Norton, caissier de Mill
- Slook, agent de Mill aux États-Unis
- Clarina, femme de ménage
- Fanny, fille de Mill, interprété par Rosa Morandi lors de la création
- Edoardo, amant de Fanny

## Argument

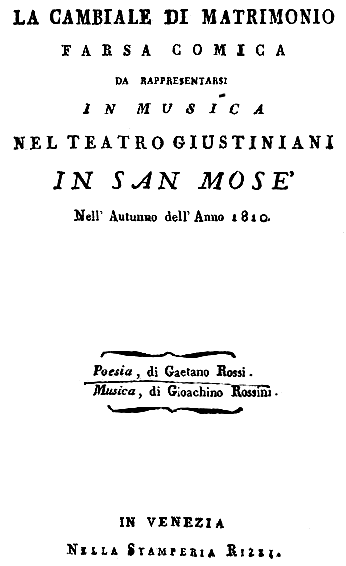
Scénario de la pièce.

A la maison de Tobia Mill, en Italie
Alors que Mill s'occupe de ses affaires, Norton, son caissier, lui apporte une lettre de Slook, dans laquelle celui-ci annonce de rendre visite à Mill avec l'objectif de se trouver une épouse. Slook lui promet une récompense monétaire s'il trouve celle qui réunit certaines qualités: qu'elle ait moins de 30 ans, qu'elle soit de bonne humeur et de bonne santé, et qu'elle ait une bonne réputation.
Mill est déterminé à lui offrir sa fille, Fanny, ignorant que celle-ci partage un sentiment amoureux avec Edoardo, un nouveau salarié dans l'entreprise. À l'arrivée de Slook, l'émotion s'empare de tous. Fanny, essayant de décourager Slook, se heurte à l'obstination de ce dernier, qui se sent agressé par Edoardo. Enfin Norton, sympathisant avec Fanny révèle à Slook qu'elle a été hypothéquée[qui ? quoi ?]. Dès lors, Slook rejette le contrat de mariage. Mill, consterné, le provoque en duel. Mais en voyant que Fanny et Edoardo s'aiment, Slook change le contrat de mariage au profit d'Edoardo, arrive à calmer Mill, et lui reproche d'avoir traité sa fille comme une marchandise.